# クリスティアン・トルストベット
- クリスチャン・トルストベット

クリスティアン・トルストベット（Kristian Thorstvedt. 1999年3月13日 - ）は、ノルウェー・ローガラン県スタヴァンゲル出身のサッカー選手。セリエA・USサッスオーロ・カルチョ所属。ポジションはMF。
日本のメディアでは『クリスチャン・トルストベット』と紹介されることが多い。

## クラブ経歴
2018年2月にバイキングFKと契約。プロ1年目の2018年シーズンは、アデコリーガエン (2部リーグ)で24試合9ゴールを記録し、2部リーグ優勝に貢献。エリテセリエン (1部リーグ)に昇格した2019年シーズンは更に数字を伸ばし、26試合出場で初の二桁ゴールとなる10ゴールを記録した。
2020年1月3日、KRCヘンクと2023年までの契約を締結。1月20日のSVズルテ・ワレヘム戦で移籍後初ゴールを記録。加入後即先発に定着した。
2022年7月12日、セリエAのUSサッスオーロ・カルチョへ完全移籍。5年契約を結んだ。

## ノルウェー代表
2019年にポーランドで開催された2019 FIFA U-20ワールドカップに、U-20ノルウェー代表で出場。2020年10月にフル代表初招集。11月18日のUEFAネーションズリーグのオーストリア戦で代表デビューを果たした。

## 人物
- 現役時代はトッテナム・ホットスパーFCなどで活躍した元ノルウェー代表GKのエリク・トルストベットは父。
- 2020年11月8日のシント＝トロイデンVV戦の試合終盤、トルストベットは2-1でリードしていた場面で左コーナー付近でボールキープをしていた。そこに李昇祐がボール奪取にやってくるもトルストベットは粘り強くボールキープを続け、そのまま試合終了し、KRCヘンクが2-1で勝利。しかし、試合展開に苛立っていた李は、試合終了後と同時にトルストベットに頭突きに見舞い、両軍入り乱れての乱闘騒ぎとなった。結局試合終了後の出来事だった事もあり、両軍選手にイエローカードも提示されなかったが、試合後トルストベットは自身のSNSやインスタグラムに、李が自身に頭突きを見舞ったシーンの画像を投稿。このトルストベットの一連の行為が、韓国国内で物議を醸す形となった[4][5][6][7][8]。